# Väike-Rakke
Väike-Rakke är en ort i Estland. Den ligger i Rannu kommun och landskapet Tartumaa, i den södra delen av landet, 150 km sydost om huvudstaden Tallinn. Väike-Rakke ligger 39 meter över havet och antalet invånare är 114.
Terrängen runt Väike-Rakke är platt. Runt Väike-Rakke är det glesbefolkat, med 11 invånare per kvadratkilometer. Närmaste större samhälle är Elva, 18,6 km sydost om Väike-Rakke. Omgivningarna runt Väike-Rakke är en mosaik av jordbruksmark och naturlig växtlighet.